# Деніз Геррманн
Деніз Геррманн-Вік (нім. Denise Herrmann-Wick, 20 грудня 1988, Бад-Шлема) — німецька лижниця та біатлоністка, чемпіонка світу та призерка чемпіонату світу, олімпійська медалістка з лижних перегонів та олімпійська чемпіонка з біатлону. 
Бронзову олімпійську медаль Геррманн виборола на Іграх 2014 року в Сочі в естафетній гонці 4х5 км з лижних перегонів.
З сезону 2016–2017 років Геррманн перейшла у біатлон. Першу перемогу на етапі кубка світу вона здобула вже в 11-ій своїй гонці — у спринті першого еталу сезону 2017–2018 в шведському Естерсунді. 
На Олімпійських іграх в Пекіні 2022 року в дисципліні «Індивідуальна гонка 15 км» отримала свою першу золоту медаль в біатлоні із результатом (0+0+1+0) 44:12,7.

## Виступи на Олімпійських іграх
| Рік  | Місце проведення          | Інд | Спр | Пр | МС | Ест | ЗМ |
| 2018 | Пхьончхан, Південна Корея | —   | 21  | 6  | 11 | 8   | —  |
| 2022 | Пекін, Китай              | 1   | 22  | 17 | 13 | 3   | 5  |

## Виступи на чемпіонатах світу
| Рік  | Місце проведення    | Інд | Спр | Пр | МС | Ест | ЗМ | ОЗМ |
| 2019 | Естерсунд, Швеція   | —   | 6   | 1  | 3  | 4   | 2  | 4   |
| 2020 | Антерсельва, Італія | 12  | 5   | 2  | 12 | 2   | 4  | —   |
| 2021 | Поклюка, Словенія   | 15  | 4   | 8  | —  | 2   | 7  | —   |
| 2023 | Обергоф, Німеччина  | 15  | 1   | 2  | 24 | 2   | 6  | —   |

## Виступи в Кубку світу

### Подіуми на етапах кубків світу
| Сезон   | Етап           | Вид гонки            | Місце |
| ------- | -------------- | -------------------- | ----- |
| 2016–17 | Пхьончхан      | Естафета             | 1-е   |
| 2017–18 | Естерсунд      | Спринт               | 1-е   |
| 2017–18 | Естерсунд      | Гонка переслідування | 1-е   |
| 2017–18 | Обергоф        | Естафета             | 2-е   |
| 2017–18 | Рупольдінг     | Естафета             | 1-е   |
| 2017–18 | Гольменколлен  | Естафета             | 2-е   |
| 2018–19 | Обергоф        | Естафета             | 2-е   |
| 2018–19 | Рупольдінг     | Естафета             | 3-є   |
| 2018–19 | Кенмор         | Естафета             | 1-е   |
| 2018–19 | Солт-Лейк-Сіті | Гонка переслідування | 1-е   |
| 2018–19 | Естерсунд      | Гонка переслідування | 1-е   |
| 2018–19 | Естерсунд      | Масстарт             | 3-є   |
| 2018–19 | Естерсунд      | Змішана естафета     | 2-е   |
| 2018–19 | Гольменколлен  | Гонка переслідування | 2-е   |
| 2019–20 | Обергоф        | Спринт               | 2-е   |
| 2019–20 | Поклюка        | Індивідуальна гонка  | 1-е   |
| 2019–20 | Антерсельва    | Гонка переслідування | 2-е   |
| 2019–20 | Антерсельва    | Естафета             | 2-е   |
| 2019–20 | Нове Место     | Спринт               | 1-е   |
| 2019–20 | Нове Место     | Естафета             | 3-є   |
| 2019–20 | Контіолахті    | Спринт               | 1-е   |
| 2020–21 | Контіолахті    | Індивідуальна гонка  | 2-е   |
| 2020–21 | Контіолахті    | Естафета             | 3-є   |
| 2020–21 | Обергоф        | Естафета             | 1-е   |
| 2020–21 | Антерсельва    | Естафета             | 2-е   |
| 2020–21 | Поклюка        | Естафета             | 2-е   |
| 2020–21 | Нове Место     | Гонка переслідування | 2-е   |
| 2020–21 | Нове Место     | Спринт               | 2-е   |
| 2021–22 | Естерсунд      | Індивідуальна гонка  | 3-є   |
| 2021–22 | Пекін          | Індивідуальна гонка  | 1-е   |
| 2021–22 | Пекін          | Естафета             | 3-є   |
| 2021–22 | Контіолахті    | Гонка переслідування | 3-є   |
| 2021–22 | Контіолахті    | Спринт               | 1-е   |
| 2021–22 | Отепяе         | Масстарт             | 2-е   |
| 2022–23 | Контіолахті    | Естафета             | 2-е   |
| 2022–23 | Гохфільцен     | Спринт               | 1-е   |
| 2022–23 | Аннесі         | Спринт               | 3-є   |
| 2022–23 | Рупольдінг     | Естафета             | 2-е   |
| 2022–23 | Антерсельва    | Гонка переслідування | 1-е   |
| 2022–23 | Обергоф        | Спринт               | 1-е   |
| 2022–23 | Обергоф        | Гонка переслідування | 2-е   |
| 2022–23 | Обергоф        | Естафета             | 2-е   |